# Pipe Calderón
Juan Felipe Ramírez Calderón (Medellín, Colombia, 31 de agosto de 1983) conocido como Pipe Calderón es un cantante colombiano que se desenvuelve en el género de reguetón.

## Biografía
Juan Felipe Ramírez Calderón inició su carrera a muy corta edad cuando por medio de la guitarra empieza a llevar la música como profesión y estilo de vida. Tras varios años como guitarrista principal de la agrupación: Los Gigantes del Vallenato, decide emprender como solista del género urbano. 
Durante su carrera lanzó canciones como: «Tus recuerdos son mi Dios», «Te gateo», «Vuelve», «Apaga el celular», «Pa mi nada más», «De remate», entre otras. Fue nominado a Mejor Artista del Año,[cita requerida] Mejor Canción del Año[cita requerida] y Mejor Artista Urbano[cita requerida] del Año en los Premios Shock, Nuestra Tierra y Mi Gente Tv. También fue Ganador del premio APDAYC en Perú como músico revelación internacional 2010.

## Discografía
Álbumes de estudio
- 2009: No te vayas
- 2010: La evolución
- 2012: Se lleva en la sangre

Álbumes recopilatorios
- 2012: Pipe Calderón
- 2016: Grandes éxitos
- 2018: History